# 三宅藤九郎
三宅藤九郎（みやけ とうくろう）は、能楽狂言方の名跡の一つ。

## 初世三宅藤九郎
（生年不詳 - 宝永5年（1708年））。
本来大蔵流であったが手猿楽の一座を組織し山脇和泉家（山脇和泉元宜）の客分となって和泉流を創流した。拠点は金沢。

## 七世三宅庄市正信
（文政7年（1824年） - 明治18年（1885年）8月8日）。
京都に出生。三宅惣三郎家の養子であったが六世に跡取りがいなかったために末養子になる。1842年に七世を継いだ。

## 九世三宅藤九郎
（明治34年（1901年）3月18日 - 平成2年（1990年）12月19日）。
和泉流狂言師。重要無形文化財保持者（人間国宝）。東京都出身。五世野村万造の次男。六世野村万蔵の弟。初名・野村万介。三宅家の弟子家である野村万蔵家出身。
1905年に「靭猿」で初舞台、1936年に歌舞伎で初めて女の名題となった尾上菊枝と結婚し、夫婦で師家である三宅家・八世三宅惣三郎信之の娘みねへ養子に入り、1940年に九代目三宅藤九郎を継いだ。息子に和泉元秀（和泉流十九世宗家。旧名三宅保之）と三宅右近がいる。また、孫に十世三宅藤九郎、和泉元彌がいる。
狂言の研究家としても名を成し、『ぼうふり』を始めとする新作狂言を多数作り、また上演されなくなった狂言の復曲も行った。その業績を評価され、人間国宝に認定される。1989年に隠居して七世三宅庄市を襲名。1990年、89歳で死去。
映画『狂言師・三宅藤九郎』がある。

## 十世三宅藤九郎
詳細は三宅藤九郎 (10世)を参照